# Nečtinský Špičák
Nečtinský Špičák (též Nečtiny) je zaniklý hrad na skalnatém vrcholu Špičáku 1 km severovýchodně od obce Nečtiny v okrese Plzeň-sever. Dochovaly se z něj pouze příkop a drobné terénní relikty staveb.

## Historie
Písemné prameny vztažené ke hradu neznáme a všechny historické informace jsou pouze hypotézami vytvořenými na základě nepřímých zmínek. Archeologické nálezy pocházejí ze druhé poloviny 13. století a z 15. století.

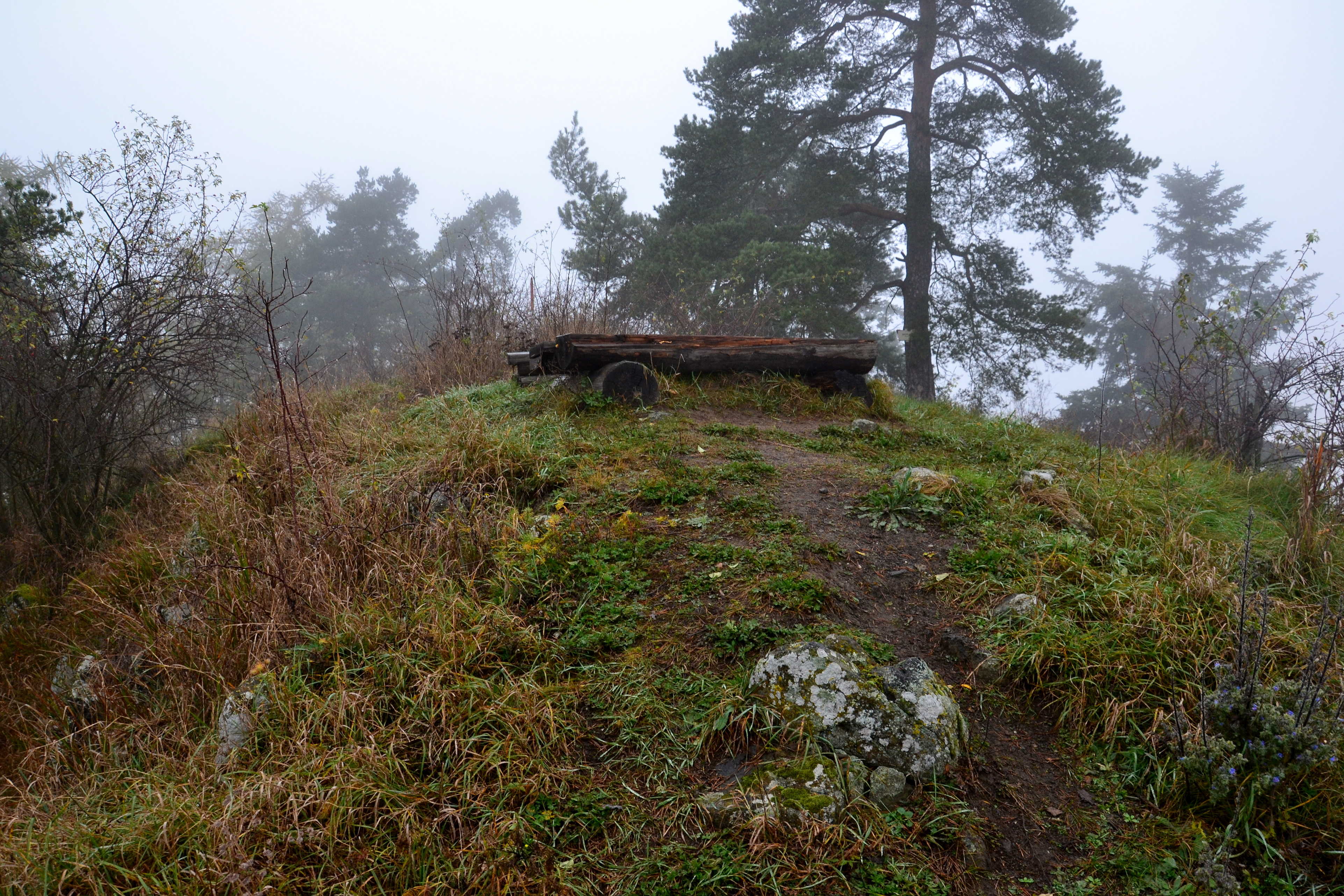
Plošina hradního jádra

Hrad mohl být sídlem pánů z Nečtin, jejichž dvorec ve vesnici je tradičně kladen ke kostelu, ale archeologicky doložený není. Jako svědci byli v letech 1290 a 1291 uvedeni Oldřich a Předota z Nečtin. V období 1290–1332 byl Bavor z Nečtin opatem břevnovského kláštera. Další hypotézou je, že páni z Nečtin byli zakladateli nedalekého hradu Preitenstein (tradičně spojovaného s Janem Lucemburským) a jméno hradu ve významu „široký hrad“ by mohlo odkazovat na starší „úzký“ rodový hrad na Špičáku. Méně významná větev rodu pak mohla na Špičáku sídlit až do 15. století. Hrad na Špičáku mohl také během 14. století zaniknout a v průběhu husitských válek být jako vojenský opěrný bod krátkodobě obnoven.

## Stavební podoba
Hrad zaujal skalnatý vrchol vrchu rozdělený 5 m širokým příkopem do dvou plošin. Přístupová cesta, ve spodní části zaniklá, vystoupala po jižním úbočí na menší plošinu předhradí, překročila příkop a vstoupila do hradního jádra. Sesuvy na severní a jižní straně plochu jádra zmenšily. V jádře se dochovala prohlubeň považovaná za cisternu a kapsy pro upevnění trámů. V 15. století byl zřejmě příkop vyzděn a nové budovy byly postaveny na kamenných podezdívkách.

## Přístup
Z Nečtin vede k hradu modře značená turistická trasa, na samotný hrad vede odbočka této trasy.